# Rata de Nova Irlanda
La rata de Nova Irlanda (Rattus sanila) és una espècie aparentment extinta de mamífer rosegador de la família dels múrids. Era endèmica de l'illa de Nova Irlanda (Papua Nova Guinea). És una de les poques rates melanèsies aproximadament igual de grosses que la rata espinosa de Manus (R. detentus). Tenia les dents incisives menys robustes que les de R. detentus, però les molars més grosses. És possible que l'arribada de la rata de Nova Guinea grossa (R. praetor) a l'illa en els últims mil·lennis, segurament amb l'adveniment dels éssers humans, conduís a la seva substitució per aquesta altra espècie de rata.